# Istra, emigrantsko glasilo, Zagreb 1929. – 1940.
Istra je bilo glasilo hrvatskih i slovenskih emigranata iz Julijske krajine. Nakon političke krize uzrokovane pogubljenjem Vladimira Gortana u Puli krajem 1929. godine, list se tiska u tiraži od 13.000 primjeraka, pa i većoj. Od poznatih suradnika u njemu je pisao Vinko Šepić. Nakon što su ga od prvog nakladnika i urednika Ernesta Radetića jugoslavenske vlasti otkupile i preselile uredništvo u Beograd kako bi se uređivao u duhu "integralnog aleksandrovskog jugoslavenstva"; E. Radetić je od 1930. godine nastavio u Zagrebu izdavati novi časopis "Mali Istranin", namijenjen istoj publici, ali u hrvatskom duhu.
Ovo je glasilo istar. emigranata u Jugoslaviji izlazilo u Zagrebu od 1929. do 1940. Prvi broj izašao je 22. srpnja 1929. kao polumjesečnik, potom list izlazi tri puta mjesečno i naposljetku kao tjednik.
Jedanaestogodišnji vijek lista ima tri jasno artikulirane i međusobno različite faze. Prvu, u kojoj je urednik lista njegov osnivač i vlasnik E. Radetić, obilježila je informativna uloga, odsutnost politizacije emigrantske problematike i pomirljiv ton prema tal. vlasti u Istri kako istar. izbjeglice ne bi postale smetnja odnosima dviju država. Od četvrtog broja kao vlasnik je potpisan Konzorcij lista Istra (na čelu kojeg je Fran Brnčić).
U drugoj fazi, od 10.XII.1931. do 7.II.1936., list najprije uređuje I. Mihovilović. Na dužnost ga je postavio Savez jugoslavenskih emigranata iz Julijske krajine, koji je preuzeo list jer mu je trebalo vlastito glasilo. Konzorcij Istra ostao je i dalje vlasnik lista, a administraciju su vodili Ante Čeh i Kazimir Žmak. I. postaje tjednik, izlazi na većem formatu i na osam stranica, a za Uskrs i Božić kao dvobroj ili trobroj na tridesetak stranica. Proširila se po cijeloj državi gdje su djelovala emigrantska društva, a kako su ona bila osobito mnogobrojna u Sloveniji, list se tiskao na hrv. i slov. jeziku. U Ljubljani su djelovali posebno uredništvo i uprava, gdje su kao Agis – Agencija Istra radili Slava Bostjančič i Joško Žiberna. Dolaskom Mihovilovića, koji se u tršćanskoj Istarskoj riječi iskazao kao antifašist, ključna odrednica uređivačkog programa postaje antifašizam. Isto usmjerenje zadržao je T. Peruško, koji je bio urednik do 9.VI.1939. Mihovilović je otišao zbog obveza u dnevniku Novosti, ali je nastavio surađivati. I. je analitički razobličivala tal. fašizam i opasnosti koje su prijetile od pristupanja Jugoslavije Trojnom paktu te je bila oštrijih polit. stajališta od emigrantskog Saveza. Odbijala je protutalijanska stajališta i identificiranje svih Talijana s fašizmom. Među emigrantima održavala je vjeru u povratak, anticipirajući političko sjedinjenje Istre. Temeljito je pratila španjolski građanski rat i veličala hrv., slov. i tal. dobrovoljce. Istom oštrinom pisala je protiv nacizma, posebice okupacije Čehoslovačke, posvetivši joj poseban (zabranjeni) broj s uvodnikom M. Mirkovića Sumrak civilizacije. S približavanjem novog svjetskog rata na primjeru jugosl. vlade Milana Stojadinovića ukazivala je na opasnosti od fašizma što je rezultiralo pooštrenom cenzurom i pritiscima vlasti radi održanja jugoslavensko-tal. prijateljstva. U ljeto 1939. to je dovelo do razlaza uredništva s vodstvom Saveza, koji se nije htio suprotstavljati Vladi o čijoj je novčanoj potpori ovisio. Jednako je tako o Vladi ovisila i I., koja je i pored 4000 pretplatnika i oglasa teško podmirivala troškove, pa je stalna zadaća Konzorcija bila osiguravati dodatna sredstva. Savez je tada na čelo Istre vratio Radetića, s ciljem njegove depolitizacije i otklanjanja od antifašizma, te, najvjerojatnije zbog neposrednije kontrole, početkom 1940. otkupio Istru od Konzorcija. Radetić ju je uređivao sve do zabrane izdavanja 27.IX.1940. Njezinih jedanaest godišta nezaobilazan su izvor za upoznavanje sudbine istar. emigranata okupljenih u Jugoslaviji u 45 društava. Među suradnicima Istre bili su L. Čermelj, A. Rojnić, V. Spinčić, D. Trinajstić, J. Demarin, D. Šepić, J. Wilfan, M. Mirković, V. Car Emin, R. Katalinić Jeretov, Igo Gruden, Alojz Gradnik, Ciril Kosmač i Angelo Cerkvenik. Posebnu je pozornost posvećivala čakavskom pjesništvu. Mirković je 1930. u Istri objavio svoju prvu pjesmu (Pramaliće), a do 1938. tu su prvi put objavljene gotovo sve njegove pjesme iz zbirke Dragi kamen. God. 1937. u njoj je svoju prvu pjesmu objavio Z. Črnja (Buoh na križe).
LIT.: I. Mihovilović, List »Istra«, glasilo Saveza jugoslavenskih emigranata iz Julijske krajine od 1929. do 1940. godine, u: Pazinski memorijal, 1970, 2; M. Urošević, Iz prošlosti istarskog novinstva (IV). Antifašizam tjednika »Istra«, Naša štampa, Beograd 1978, 265.